# Kim Wan
Kim Wan (* 27. März 1961) ist ein südkoreanischer Tischtennisspieler, der in den 1980er Jahren zu den stärksten Spielern Südkoreas gehörte. Bei World-Cup-Turnieren gewann er zwei Medaillen.

## Werdegang
Kim Wan benutzte den Tischtennisschläger im Penholder-Stil. Von 1981 bis 1987 nahm er an vier Weltmeisterschaften teil. Dabei kam er 1985 mit Kim Ki-taik im Doppel ins Viertelfinale. Fünfmal war er beim World Cup vertreten, wo er 1984 im Endspiel dem Chinesen Jiang Jialiang unterlag. 1986 wurde er Dritter. Mehrere Erfolge erzielte er bei den Asienspielen. Hier erreichte er 1982 mit Kim Ki-taik und 1986 mit Yoo Nam-kyu das Doppel-Endspiel, 1986 gewann er mit der südkoreanischen Mannschaft das Turnier. 
1986 wurde er Vize-Asienmeister im Mixed mit Hyun Jung-hwa. Ins Halbfinale der Doppelwettbewerbs kam er bei diesen Meisterschaften 1984 und 1988. 1988 qualifizierte er sich für die Teilnahme an den Olympischen Sommerspielen in Seoul.
In der ITTF-Weltrangliste belegte Kim Wan Ende 1986 Platz zwölf.

## Turnierergebnisse
| Verband | Veranstaltung           | Jahr | Ort            | Land | Einzel           | Doppel        | Mixed      | Team |
| ------- | ----------------------- | ---- | -------------- | ---- | ---------------- | ------------- | ---------- | ---- |
| KOR     | Asienmeisterschaft ATTU | 1988 | Niigata        | JPN  | Viertelfinale    | Halbfinale    |            |      |
| KOR     | Asienmeisterschaft ATTU | 1986 | Shenzhen       | CHN  | letzte 16        | Viertelfinale | Silber     |      |
| KOR     | Asienmeisterschaft ATTU | 1984 | Islamabad      | PAK  |                  | Halbfinale    |            |      |
| KOR     | Asienspiele             | 1986 | Seoul          | KOR  | Halbfinale       | Silber        | Halbfinale | 1    |
| KOR     | Asienspiele             | 1982 | New Delhi      | IND  | Viertelfinale    | Silber        |            |      |
| KOR     | Olympische Spiele       | 1988 | Seoul          | KOR  | sofort ausgesch. | 4             |            |      |
| KOR     | Weltmeisterschaft       | 1987 | New Delhi      | IND  | letzte 32        | letzte 16     | letzte 16  | 9    |
| KOR     | Weltmeisterschaft       | 1985 | Göteborg       | SWE  | letzte 32        | Viertelfinale | letzte 64  | 9    |
| KOR     | Weltmeisterschaft       | 1983 | Tokio          | JPN  | letzte 32        | letzte 32     | letzte 32  | 7    |
| KOR     | Weltmeisterschaft       | 1981 | Novi Sad       | YUG  | letzte 32        | letzte 64     | Qual       | 9    |
| KOR     | World Cup               | 1988 | Canton & Wuhan | USA  | 10               |               |            |      |
| KOR     | World Cup               | 1987 | Macao          | CHN  | 13               |               |            |      |
| KOR     | World Cup               | 1986 | Port of Spain  | TRI  | 3                |               |            |      |
| KOR     | World Cup               | 1985 | Foshan         | CHN  | 15               |               |            |      |
| KOR     | World Cup               | 1984 | Kuala Lumpur   | MAS  | Silber           |               |            |      |